# هيغاشيومي (شيغا)
مدينة هيغاشيومي (بالإنجليزية: Higashiōmi)‏ هي أحد المدن التابعة لمحافظة شيغا. تأسست رسميًا في 11/02/2005. ويقدر عدد سكانها بـ 117487 نسمة حسب تقدير مكتب الإحصاء الياباني لعام 2012. تبلغ مساحة هيغاشيومي 388.58 كم2. بكثافة سكانية تبلغ 302 نسمة/كم2.

## توأمة
لهيغاشيومي (شيغا) اتفاقيات توأمة مع:
- تشانغده

## معرض صور

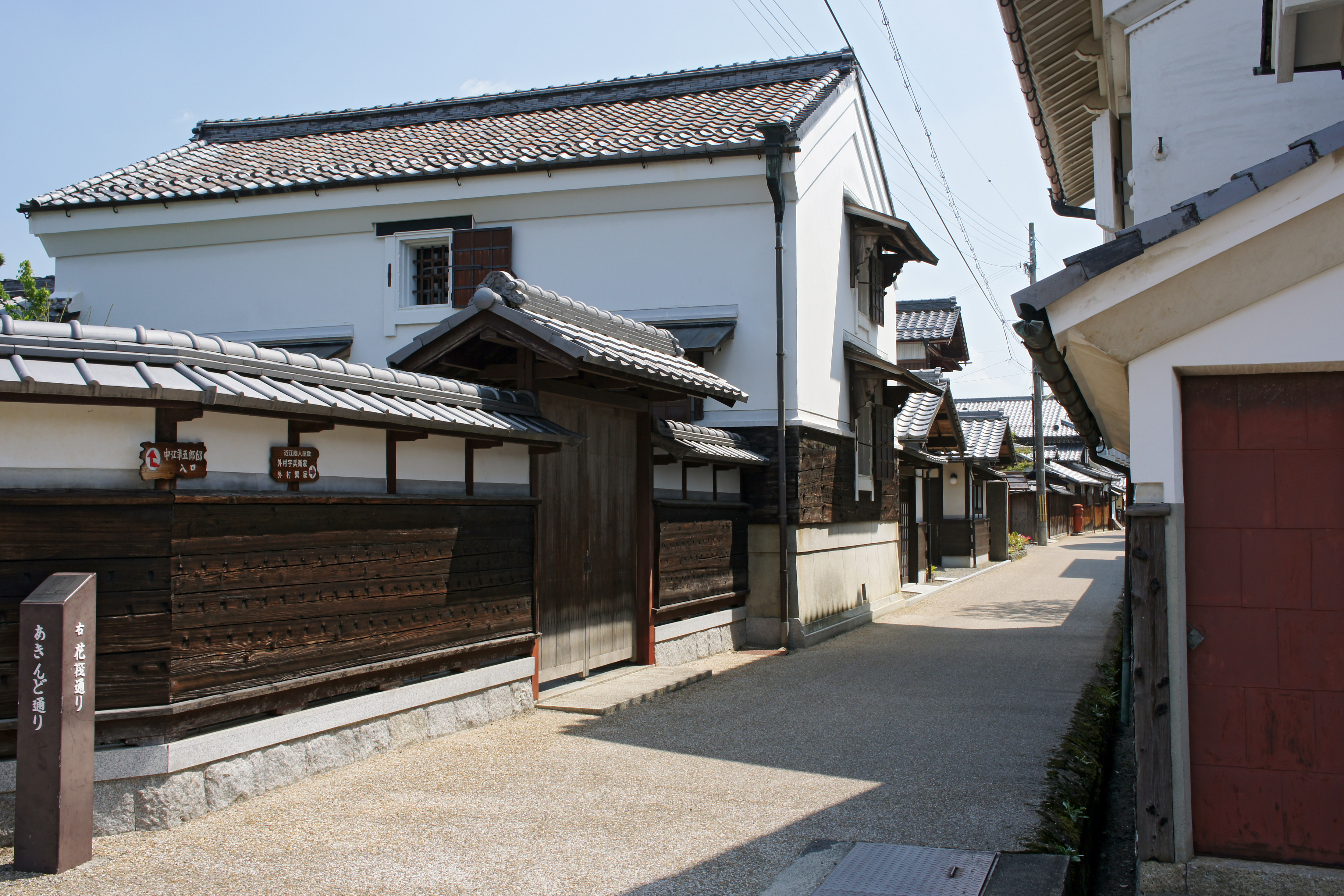
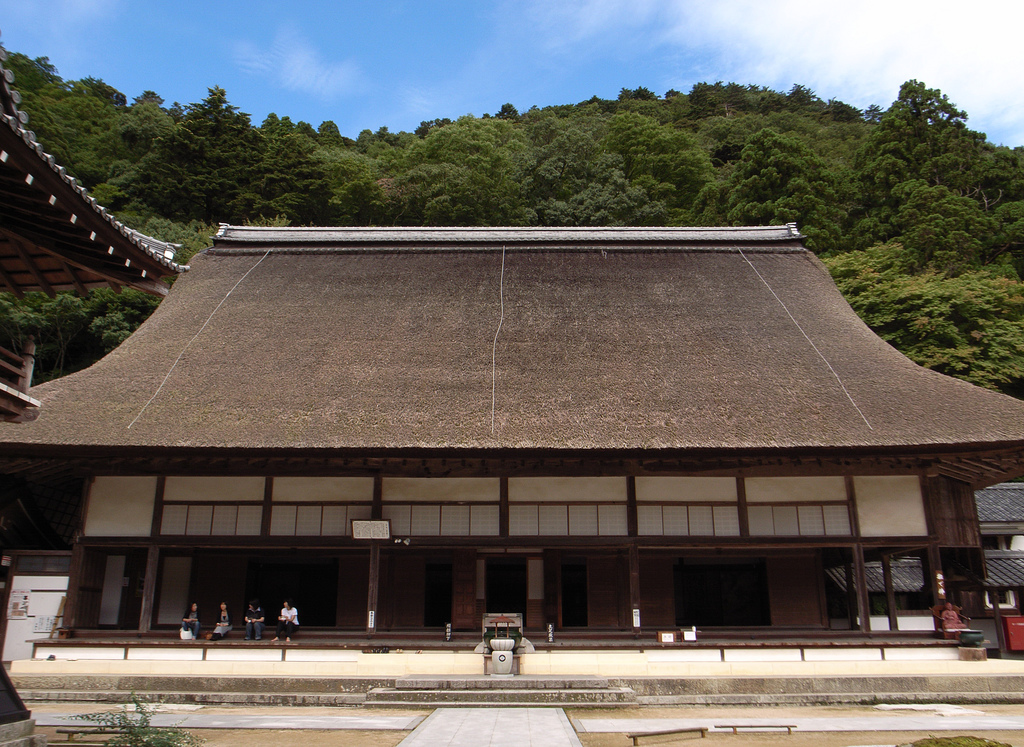
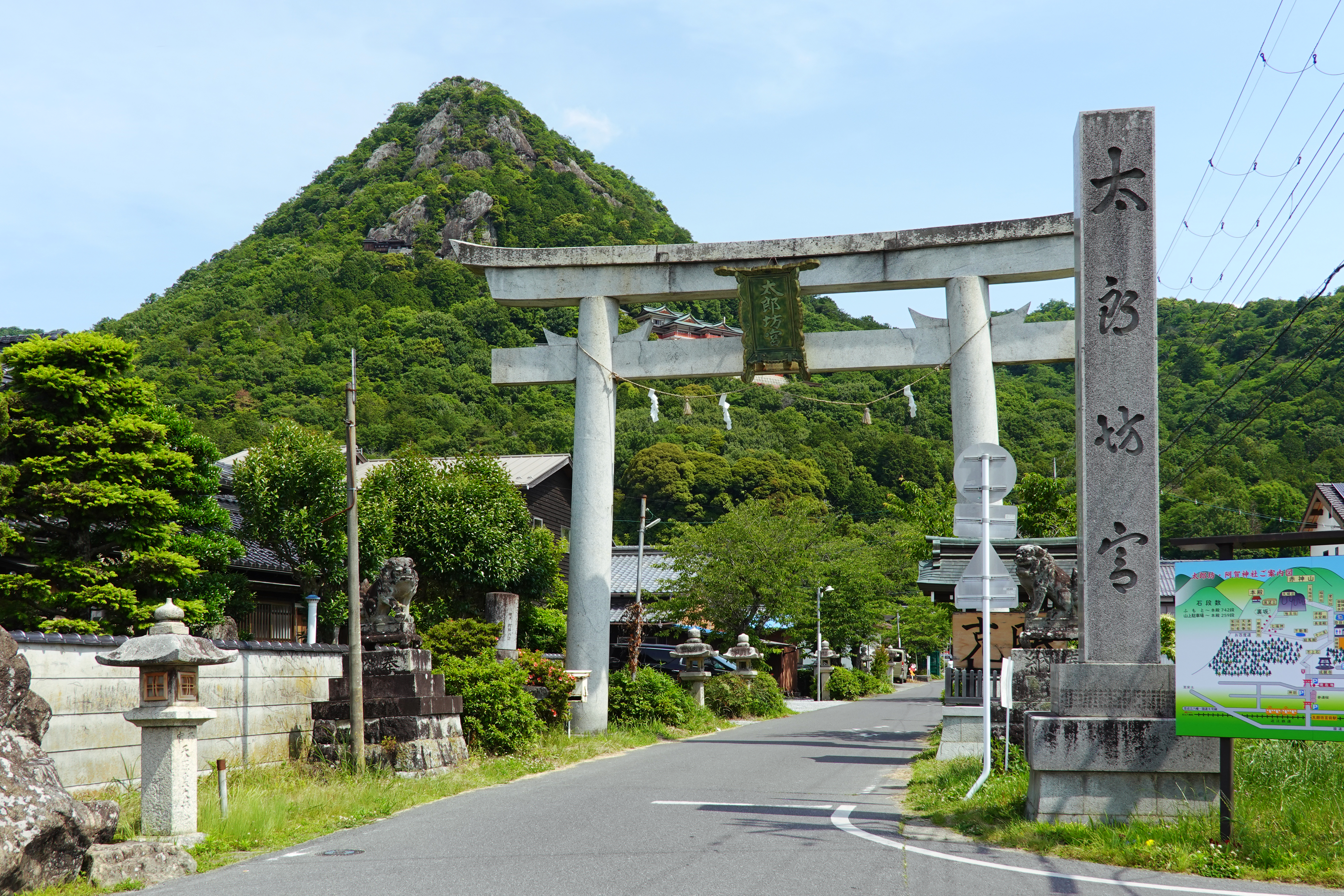